# Contenidista
Un contenidista es un formateador de contenidos digitales.

## Introducción
En un contexto internacional donde el procesamiento de la información adquiere cada vez mayor valor, surge la figura del contenidista también conocido como formateador de contenidos.
En tanto las tecnologías de la información continúan facilitando el camino para el desarrollo de las industrias ligadas a la información, el contenidista viene a suplir aquellos problemas tecnológicos aún no resueltos.
Es por ello que su trabajo es repetitivo y nulo en cuanto a la participación creativa del individuo, puesto que el mercado laboral requerirá de sus servicios en tanto no se desarrolle una tecnología que pueda automatizar el proceso en cuestión. 

## Tareas
Generalmente este rol es asociado con la figura del data entry, sin embargo, el trabajo del contenidista difiere de este último por varias razones. Entre ellas, la diversidad de tareas que realiza, la especificidad de las industrias en las que opera y la versatilidad que requiere con respecto a la solución de problemas emergentes, que demandan una respuesta rápida donde las tecnologías de la información aún no han podido proporcionar una salida segura.

## Empresas contratantes
Las industrias en las que suelen operar los contenidistas son publicidad, editorial, educación en línea; en su mayoría, perfiladas en el sector de la comunicación.

## Contexto geográfico
La proliferación de estos puestos de trabajo se observa con claridad en países subdesarrollados, también entendidos como economías periféricas, específicamente en aquellos donde se conjugan recursos humanos de alta calidad con un tipo de cambio conveniente para las empresas con casa matriz en los países centrales o desarrollados. 
De este modo, las organizaciones que operan en Europa o Estados Unidos, contratan los servicios de empresas ubicadas en países culturalmente compatibles del mundo subdesarrollado, donde los costos laborales se reducen drásticamente.
Es así como el trabajo de alta calificación permanece en los países centrales, y el trabajo de baja calificación, se dispersa entre las economías de crisis sistémica.
- Datos: Q5784984